# 鈺德盃十段賽
十段賽，是台灣曾舉辦的職業圍棋棋戰之一，2007年由中國圍棋會、應昌期圍棋教育基金會開辦，鈺德科技贊助，開辦之比賽為鈺德盃十段賽，2009年時主辦單位宣布停賽，與之後友士盃十段賽並無關聯。

## 賽制
- 業餘預選：業餘5段以上採瑞士制出線7人晉級本選賽，本選賽以上三連勝，或二連勝累計二次者可申請入品。
- 本選賽：共十五人採單淘汰賽出線四人晉級本戰。
- 本戰：八強賽採單淘汰，準決賽三番棋，決賽五番棋。
- 規則：應氏棋規。
- 用時：每人時限3小時，得延時三次，每次３０分鐘，罰點二點。
- 貼目：黑貼八點，平點黑勝。

## 獎金
頭銜獎金15萬元，亞軍7萬元。

## 沿革

### 2007年第一屆
- 中國圍棋會歷經八年後終於開辦第二個棋戰。
- 第33屆名人賽四強余承叡業餘7段入品，是中國圍棋會十餘年來的第一位新九品。直接進入本選賽。
- 首屆種子:周俊勳、彭景華、周可平、陳永安
- 四強保留下屆種子
- 葉彧熏6段,王元均6段,芶遇邦7段三連勝達到入品標準

### 2008年第二屆
- 台灣棋院退院棋士入籍中國圍棋會後首次擴軍
- 周俊勳自1995年後首次在中國圍棋會賽事上失手，敗於後來的冠軍秦士九品。
- 秦士奪個人生涯首冠，成為台灣職棋第19位冠軍得主。

### 2009年十段賽第三屆
- 進行至四強賽時，主辦方宣布逕行停賽。

## 歷屆十段
| 期 | 年份   | 十段        | 比分 | 亞軍        | 備註 |
| -- | ------ | ----------- | ---- | ----------- | ---- |
| 1  | 2007年 | 周俊勳 一品 | 3:0  | 彭景華 五品 |      |
| 2  | 2008年 | 秦士 九品   | 3:1  | 周平強 六品 |      |

## 外部連結
- Board19 | 圍棋 News （页面存档备份，存于）